# Castello di Guanapay
Il castello di Guanapay o castello di Teguise ufficialmente chiamato castello di Santa Barbara e San Ermenegildo si trova sul bordo del cratere del vulcano Guanapay (452 m), non lontano dalla città di Teguise nell'isola di Lanzarote.

## Storia
Il castello si trova presso una torre costruita dall'esploratore genovese Lanzarotto Malocello che arrivò nell'isola nel 1291 (ma secondo la data più accredita dagli storici era il 1312), che riscoprì le Isole Canarie e diede nome all'isola di Lanzarote, tuttora nei pressi del castello si trova l'antica torre costruita dal Maloncello come afferma nella sua descrizione:
L’operazione non fu semplice, dato che gli indigeni, i bellicosi Guanci, non erano per niente d’accordo di farsi conquistare.
Si trattava di un popolo di uomini primitivi, rimasti ancora all’età della pietra, dediti all’allevamento delle capre, le cui pelli costituivano l’unico precario indumento di cui potevano disporre, dato che non utilizzavano altre materie prime e non conoscevano i metalli.
In effetti l’isola che difendevano era estremamente affascinante, con il suo paesaggio brullo, ma tutt’altro che desolato, disseminato di dune e di spiagge, alcune nere come la pece, in ragione dell’origine vulcanica dell’isola, altre color ocra, per via della vicinanza con il deserto del Sahara, che il vento ha portato anche qui, granello dopo granello, col vento che spira dall’Africa e che a volte avvolge di un’insolita bruma nebbiosa l’intero paesaggio.
Capii subito che quella era la mia isola, una sorta di "terra promessa" dove passare la mia vita, un’isola dall’eterna primavera, un clima ancor più dolce di quello ligure, con inverni praticamente inesistenti ed estati miti e ventilate.
Feci costruire un castello, sul quale sventolò per anni il vessillo della Repubblica di Genova, una croce rossa in campo argento.
Non me ne andai più dalla mia Lanzarote, l’unico luogo al mondo che aveva placato la mia insaziabile fame di avventura, di viaggi e di scoperte, che più di ogni altra cosa ha animato le mie gesta, degne della miglior tradizione della mia terra, fatta di avventurieri e navigatori come me.»
Dopo che il Maloncello venne scacciato circa venti anni dopo il suo arrivo dai Guanci e la torre cadde in abbandono, anche il conquistatore normanno per conto del re di Spagna Jean de Béthencourt nel 1402 trovò i resti del fortino. 
Nel 1571 iniziò la costruzione delle torri a pianta romboidale per costruire il castello.
Nel 1588 fu progettato da Leonardo Torriani per ordine del re di Spagna Filippo II il castello attuale, poi rafforzata da Agustín de Herrera y Rojas.
Dopo aver perso la sua utilità difensiva cadde in abbandono e nel 1960 l'associazione "Amigos de los Castillos" si occupò del primo restauro.
Nel 1977 venne nuovamante restaurato dal governo spagnolo. Tuttora il castello ospita il Museo della Pirateria.